# Turmhügel Edeldorf
Der Turmhügel Edeldorf bezeichnet eine abgegangene mittelalterliche Turmhügelburg (Motte) am östlichen Ortsrand von Edeldorf, einem Gemeindeteil des oberpfälzischen Gemeinde Theisseil im Landkreis Neustadt an der Waldnaab. Die Anlage wird als Bodendenkmal im Bayernatlas als „mittelalterlicher Burgstall“ geführt.

## Beschreibung
Der Turmhügel lag auf einer Hochfläche im Osten von Edeldorf (Haus Nr. 7). Einst befand er sich in der Gabelung zweier tief eingeschnittener Hohlwege. Er wurde durch den Neubau einer Scheune nahezu komplett zerstört.